# San Silvestre Vallecana

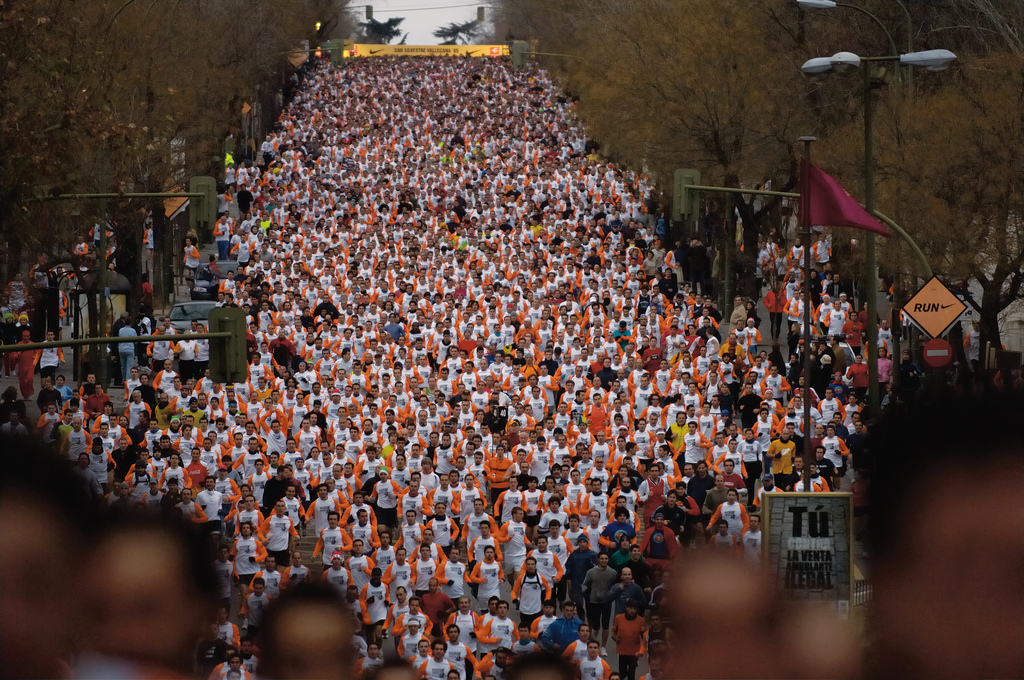
San Silvestre Vallecana 2005

Die San Silvestre Vallecana ist ein Straßenlauf, der seit 1964 Silvester in Madrid stattfindet. Zur Veranstaltung gehört seit 1978 auch ein Volkslauf, der mittlerweile zu den teilnehmerstärksten weltweit gehört.
Seit 1981 sind Frauen am Start. Die Streckenlänge beträgt seit 1998 10 km. Für den Straßenlauf ist eine Qualifikationszeit von 38 (Männer) bzw. 45 Minuten (Frauen) zu erbringen. Die Startplätze für den Volkslauf sind auf 29.000 limitiert.
Wegen des starken Gefälles des Kurses sind die erzielten Zeiten nicht bestenlistentauglich.

## Strecke
Start beider Rennen ist auf der Plaza de los Sagrados Corazones in der Nähe des Santiago-Bernabéu-Stadions. Über die Avenue de Concha Espina, die Calle Serrano und die Calle Vitruvio gelangt man nach zwei Kilometern auf den Paseo de la Castellana. An dessen Südende überquert man die Plaza de Colón. Über den Paseo de Recoletos geht es weiter zur Plaza de Cibeles und zum Museo del Prado, das nach ca. 5 km erreicht wird. An der Plaza del Emperador Carlos V, nördlich des Bahnhofs Madrid Atocha, biegt man südöstlich in die Avenue de la Ciudad de Barcelona ein. Jenseits des Autobahnrings M-30, anderthalb Kilometer vor dem Ziel, teilen sich die Wege: Die Straßenläufer laufen im Estadio Teresa Rivero ein, für die Volksläufer ist weiter südlich auf der Calle de Candilejas neben dem Parque Fofó das Rennen zu Ende.
Das Nettogefälle zwischen Start und Ziel beträgt 50 Höhenmeter.

## Statistik

### Siegerliste
Quellen: Website des Veranstalters, ARRS

#### 10 km (ab 1998)
| Jahr | Männer                 | Nation                 | Zeit  | Frauen                        | Nation                 | Zeit  |
| ---- | ---------------------- | ---------------------- | ----- | ----------------------------- | ---------------------- | ----- |
| 2022 | Joshua Cheptegei       | Uganda                 | 27:09 | Prisca Chesang                | Uganda                 | 30:19 |
| 2021 | Mohamed Katir          | Spanien                | 27:45 | Degitu Azimeraw               | Äthiopien              | 30:26 |
| 2020 | Daniel Ebenyo          | Kenia                  | 27:41 | Yalemzerf Yehualaw            | Äthiopien              | 31:17 |
| 2019 | Bashir Abdi            | Belgien                | 27:47 | Helen Bekele Tola             | Äthiopien              | 30:50 |
| 2018 | Jacob Kiplimo          | Uganda                 | 26:41 | Brigid Kosgei -2-             | Kenia                  | 29:54 |
| 2017 | Eric Kiptanui          | Kenia                  | 27:34 | Gelete Burka -2-              | Äthiopien              | 30:55 |
| 2016 | Nguse Amlosom          | Eritrea                | 28:09 | Brigid Kosgei                 | Kenia                  | 32:07 |
| 2015 | Mike Kipruto Kigen -2- | Kenia                  | 27:35 | Linet Chepkwemoi Masai -2-    | Kenia                  | 31:38 |
| 2014 | Mike Kipruto Kigen     | Kenia                  | 27:51 | Gemma Steel                   | Vereinigtes Königreich | 31:52 |
| 2013 | Leonard Patrick Komon  | Kenia                  | 28:02 | Linet Chepkwemoi Masai        | Kenia                  | 31:33 |
| 2012 | Tariku Bekele          | Äthiopien              | 28:29 | Gelete Burka                  | Äthiopien              | 30:53 |
| 2011 | Hagos Gebrhiwet        | Äthiopien              | 27:57 | Tirunesh Dibaba               | Äthiopien              | 31:30 |
| 2010 | Zersenay Tadese        | Eritrea                | 28:27 | Jéssica Augusto               | Portugal               | 31:59 |
| 2009 | Moses Ndiema Masai     | Kenia                  | 28:01 | Vivian Jepkemoi Cheruiyot -2- | Kenia                  | 32:15 |
| 2008 | Tadese Tola            | Äthiopien              | 27:53 | Marta Domínguez -3-           | Spanien                | 33:05 |
| 2007 | Josphat Kiprono Menjo  | Kenia                  | 28:35 | Vivian Jepkemoi Cheruiyot     | Kenia                  | 31:50 |
| 2006 | Eliud Kipchoge -2-     | Kenia                  | 26:54 | Jeļena Prokopčuka             | Lettland               | 31:27 |
| 2005 | Eliud Kipchoge         | Kenia                  | 27:34 | Paula Radcliffe               | Vereinigtes Königreich | 31:16 |
| 2004 | Craig Mottram          | Australien             | 28:18 | Benita Johnson                | Australien             | 32:36 |
| 2003 | José Manuel Martínez   | Spanien                | 28:12 | Marta Domínguez -2-           | Spanien                | 31:35 |
| 2002 | Isaac Viciosa -4-      | Spanien                | 28:07 | Marta Domínguez               | Spanien                | 32:13 |
| 2001 | Isaac Viciosa -3-      | Spanien                | 28:32 | María Abel                    | Spanien                | 32:53 |
| 2000 | Isaac Viciosa -2-      | Spanien                | 28:45 | Patricia Arribas -3-          | Spanien                | 32:22 |
| 1999 | Jon Brown              | Vereinigtes Königreich | 28:08 | Tereza Yohannes               | Äthiopien              | 32:50 |
| 1998 | Fabián Roncero         | Spanien                | 29:13 | Patricia Arribas -2-          | Spanien                |       |

#### 1964–1997
| Jahr | Männer                 | Nation                 | Frauen                | Nation            |
| ---- | ---------------------- | ---------------------- | --------------------- | ----------------- |
| 1997 | Alberto García         | Spanien                | Patricia Arribas      | Spanien           |
| 1996 | Isaac Viciosa          | Spanien                | Aurora Pérez -2-      | Spanien           |
| 1995 | Enrique Molina         | Spanien                | Laura Jiménez         | Spanien           |
| 1994 | Martín Fiz             | Spanien                | Montserrat Martínez   | Spanien           |
| 1993 | Ondoro Osoro -3-       | Kenia                  | Sonia Escudero        | Spanien           |
| 1992 | Paul Bitok             | Kenia                  | María Luisa Muñoz     | Spanien           |
| 1991 | Ondoro Osoro -2-       | Kenia                  | Rosa Mota             | Portugal          |
| 1990 | Ondoro Osoro           | Kenia                  | Aurora Pérez          | Spanien           |
| 1989 | Arturo Barrios         | Mexiko                 | Carmen Fuentes        | Spanien           |
| 1988 | Gerry Curtis           | Irland                 | Carmen Mingorance -2- | Spanien           |
| 1987 | José Luis González -2- | Spanien                | Tania Merchiers       | Belgien           |
| 1986 | António Leitão         | Portugal               | Carmen Valero         | Spanien           |
| 1985 | Dave Lewis -2-         | Vereinigtes Königreich | Mercedes Calleja      | Spanien           |
| 1984 | Dave Lewis             | Vereinigtes Königreich | Carmen Mingorance     | Spanien           |
| 1983 | José Luis González     | Spanien                | Iciar Martínez -2-    | Spanien           |
| 1982 | Steve Harris           | Vereinigtes Königreich | Iciar Martínez        | Spanien           |
| 1981 | Alex Hagelsteens       | Belgien                | Grete Waitz           | Norwegen          |
| 1980 | Carlos Lopes -2-       | Portugal               | ---                   | ---               |
| 1979 | Carlos Lopes           | Portugal               | ---                   | ---               |
| 1978 | Nat Muir               | Vereinigtes Königreich | ---                   | ---               |
| 1977 | Allister Hutton        | Vereinigtes Königreich | ---                   | ---               |
| 1976 | Jim Dingwall           | Vereinigtes Königreich | ---                   | ---               |
| 1975 | Fernando Cerrada       | Spanien                | ---                   | ---               |
| 1974 | Ian Stewart            | Vereinigtes Königreich | ---                   | ---               |
| 1973 | Mariano Haro -2-       | Spanien                | ---                   | ---               |
| 1972 | Roger Clark            | Vereinigtes Königreich | ---                   | ---               |
| 1971 | Mike Tagg -2-          | Vereinigtes Königreich | ---                   | ---               |
| 1970 | Mike Tagg              | Vereinigtes Königreich | ---                   | ---               |
| 1969 | nicht ausgetragen      | nicht ausgetragen      | nicht ausgetragen     | nicht ausgetragen |
| 1968 | Javier Álvarez         | Spanien                | ---                   | ---               |
| 1967 | Mohamed Gammoudi       | Tunesien               | ---                   | ---               |
| 1966 | Mariano Haro           | Spanien                | ---                   | ---               |
| 1965 | Jesús Hurtado -2-      | Spanien                | ---                   | ---               |
| 1964 | Jesús Hurtado          | Spanien                | ---                   | ---               |